# Pauliena Rooijakkers
Pauliena Rooijakkers   (Venray, 12 de maig de 1993) és una ciclista neerlandesa, professional des del 2012, que actualment corre per a l'equip Fenix-Deceuninck de l'UCI Women's WorldTeam.
La seva millor victòria és la Emakumeen Saria i un tercer lloc a la general del Tour de França 2024.

## Palmarès en ruta
- 2011
  - 1a a la Crono de les Nacions-Les Herbiers-Vendée
- 2017
  - Vencedora d'una etapa al Tour de l'Ardecha
- 2022
  - 1a a l'Emakumeen Saria

### Resultats a les Grans Voltes

#### Giro d'Itàlia
- 2018: 104a posició
- 2019: 60a posició
- 2020: 51a posició
- 2021: abandonament a la 9a etapa
- 2023: 12a posició
- 2024: 4a posició
- 2025: 4a posició

#### Tour de França
- 2022: 22a posició
- 2024: 3a posició
- 2025: 9a posició

#### Volta a Espanya
- 2024: 9a posició
- 2025: 29a posició

## Palmarès en bicicleta de muntanya
- 2014
  -  Campiona dels Països Baixos en beachrace
- 2015
  -  Campiona dels Països Baixos en beachrace
- 2016
  -  Campiona d'Europa en beachrace
- 2017
  -  Campiona dels Països Baixos en beachrace
- 2018
  -  Campiona d'Europa en beachrace
- 2021
  -  Campiona d'Europa en beachrace
  -  Campiona dels Països Baixos en beachrace